# Nikelin (slitina)
Nikelin je slitina mědi, niklu a manganu v poměru Cu67Ni30Mn3. Má bělavou barvu a je odolný proti korozi, takže se používal na výrobu ozdobných předmětů i levných šperků. Hlavní použití je však v elektrotechnice, kde se používá pro výrobu topných drátů a těles, případně i méně přesných rezistorů, kde nevadí větší teplotní součinitel rezistivity.